# Erich Erdös
Erich Erdös (fl. XX secolo) è stato un pattinatore artistico su ghiaccio austriaco. Erdös ha vinto un bronzo al Campionato mondiale del 1934 e due bronzi ai Campionati europei del 1932 e del 1933.

## Palmarès
| Internazionali       | Internazionali | Internazionali | Internazionali | Internazionali |
| Evento               | 1932           | 1933           | 1934           | 1935           |
| -------------------- | -------------- | -------------- | -------------- | -------------- |
| Campionati mondiali  |                | 4°             | 3°             | 7°             |
| Campionati europei   | 3°             | 3°             | 5°             | 6°             |
| Nazionali            |                |                |                |                |
| Campionati austriaci | 3°             | 2°             | 2°             | 2°             |